# Discografia di Niccolò Fabi
La discografia di Niccolò Fabi, cantautore pop italiano attivo dal 1995, è costituita da dodici album in studio (di cui due registrati in lingua spagnola), due raccolte e oltre trenta singoli.

## Album

### Album in studio
| Anno                                                                                               | Titolo | Classifiche | Certificazioni |
| Anno                                                                                               | Titolo | ITA         | Certificazioni |
| -------------------------------------------------------------------------------------------------- | --- | ----------- | -------------- |
| 1997                                                                                               | Il giardiniere - Pubblicato: 1997 - Etichetta: Virgin - Formati: CD, MC, LP                                        | 19          |                |
| 1998                                                                                               | Niccolò Fabi - Pubblicato: 1998 - Etichetta: Virgin - Formati: CD, MC, LP                                          | 15          |                |
| 2000                                                                                               | Sereno ad ovest - Pubblicato: 21 aprile 2000 - Etichetta: Virgin - Formati: CD, MC, LP                             | 22          |                |
| 2001                                                                                               | Niccolò Fabi - Pubblicato: 2001 - Etichetta: Virgin - Formati: CD                                                  | —           |                |
| 2003                                                                                               | La cura del tempo - Pubblicato: 3 febbraio 2003 - Etichetta: Virgin - Formati: CD, MC, LP                          | 12          |                |
| 2006                                                                                               | Novo Mesto - Pubblicato: 3 febbraio 2006 - Etichetta: Virgin - Formati: CD, LP, download digitale                  | 11          |                |
| 2007                                                                                               | Dentro - Pubblicato: 6 febbraio 2007 - Etichetta: DRO, Griavalon Music - Formati: CD                               | —           |                |
| 2009                                                                                               | Solo un uomo - Pubblicato: 29 maggio 2009 - Etichetta: Universal - Formati: CD, LP, download digitale              | 22          |                |
| 2012                                                                                               | Ecco - Pubblicato: 9 ottobre 2012 - Etichetta: Universal - Formati: CD, LP, download digitale                      | 3           | - ITA: Oro     |
| 2016                                                                                               | Una somma di piccole cose - Pubblicato: 22 aprile 2016 - Etichetta: Universal - Formati: CD, LP, download digitale | 1           | - ITA: Oro     |
| 2019                                                                                               | Tradizione e tradimento - Pubblicato: 11 ottobre 2019 - Etichetta: Polydor - Formati: CD, LP, download digitale    | 2           |                |
| 2022                                                                                               | Meno per meno - Pubblicato: 2 dicembre 2022 - Etichetta: BMG - Formati: CD, LP, download digitale                  | 12          |                |
| "—" indica una pubblicazione che non si è classificata o che non è stata pubblicata in quel Paese. | |             |                |

### Raccolte
| Anno | Titolo | Classifiche |
| Anno | Titolo | ITA         |
| ---- | --- | ----------- |
| 2006 | Dischi volanti 1996-2006 - Pubblicato: 3 novembre 2006 - Etichetta: Virgin - Formati: 2 CD, 2 CD+DVD, download digitale | 18          |
| 2017 | Diventi Inventi 1997-2017 - Pubblicato: 13 ottobre 2017 - Etichetta: Universal - Formati: 2 CD, 2 LP+3 CD+7"            | 3           |

## Singoli
| Anno                                                                                               | Titolo                                  | Classifiche | Album di provenienza      |
| Anno                                                                                               | Titolo                                  | ITA         | Album di provenienza      |
| -------------------------------------------------------------------------------------------------- | --------------------------------------- | ----------- | ------------------------- |
| 1996                                                                                               | Dica...                                 | —           | Il giardiniere            |
| 1997                                                                                               | Capelli                                 | —           | Il giardiniere            |
| 1997                                                                                               | Il giardiniere                          | —           | Il giardiniere            |
| 1998                                                                                               | Lasciarsi un giorno a Roma              | —           | Niccolò Fabi              |
| 2000                                                                                               | Se fossi Marco                          | —           | Sereno ad ovest           |
| 2003                                                                                               | È non è                                 | 13          | La cura del tempo         |
| 2006                                                                                               | Costruire                               | 91          | Novo Mesto                |
| 2006                                                                                               | Oriente                                 | —           | Novo Mesto                |
| 2006                                                                                               | Evaporare (Live at Forum Music Village) | —           | /                         |
| 2006                                                                                               | Milioni di giorni                       | —           | Dischi volanti 1996-2006  |
| 2009                                                                                               | Solo un uomo                            | —           | Solo un uomo              |
| 2009                                                                                               | Aliante                                 | —           | Solo un uomo              |
| 2010                                                                                               | Parole parole (con Mina)                | 54          | /                         |
| 2012                                                                                               | Una buona idea                          | 40          | Ecco                      |
| 2013                                                                                               | Lontano da me                           | —           | Ecco                      |
| 2013                                                                                               | Indipendente                            | —           | Ecco                      |
| 2016                                                                                               | Ha perso la città                       | —           | Una somma di piccole cose |
| 2017                                                                                               | Il giardiniere 2017                     | —           | Diventi Inventi 1997-2017 |
| 2017                                                                                               | Diventi Inventi                         | —           | Diventi Inventi 1997-2017 |
| 2017                                                                                               | Il primo della lista                    | —           | Diventi Inventi 1997-2017 |
| 2019                                                                                               | Io sono l'altro                         | —           | Tradizione e tradimento   |
| 2022                                                                                               | Andare oltre                            | —           | Meno per meno             |
| 2022                                                                                               | Di aratro e di arena                    | —           | Meno per meno             |
| 2022                                                                                               | Al di fuori dell'amore                  | —           | Meno per meno             |
| "—" indica una pubblicazione che non si è classificata o che non è stata pubblicata in quel Paese. |                                         |             |                           |

## Collaborazioni
- Con Edoardo Bennato: Non è amore
- Con Jarabe de Palo: Mi piace come sei
- Con Jorge Drexler: Agua (cover in castigliano di Acqua)
- Con Daniele Silvestri: Sornione
- Con Fiorella Mannoia: Mimosa (in Fiorella)
- Con Zibba e Almalibre: Farsi male (in Muoviti svelto)
- Con Ron: Il mondo avrà una grande anima (in La forza di dire sì)
- Con Emma Nolde: Punto di vista (in NUOVOSPAZIOTEMPO)

## Videografia

### Album video
| Anno | Titolo                                                                                           |
| ---- | ------------------------------------------------------------------------------------------------ |
| 2003 | La cura del tempo - Tour 2003 - Pubblicato: 26 settembre 2003 - Etichetta: Virgin - Formati: DVD |
| 2010 | Parole di Lulù - Pubblicato: ottobre 2010 - Etichetta: Universal - Formati: DVD+CD               |

### Video musicali
| Anno | Titolo                          | Regista/i            |
| ---- | ------------------------------- | -------------------- |
| 1997 | Dica...                         |                      |
| 1997 | Capelli                         |                      |
| 2000 | Se fossi Marco                  | Daniele Persica      |
| 2003 | E non è                         | Francesco D'Argenzio |
| 2003 | Il negozio di antiquariato      | Francesco D'Argenzio |
| 2003 | Offeso (feat. Fiorella Mannoia) |                      |
| 2006 | Costruire                       | Romana Meggiolaro    |
| 2006 | Oriente                         | Cosimo Alemà         |
| 2006 | Milioni di giorni               | Francesco D'Argenzio |
| 2009 | Solo un uomo                    | Giangi Magnoni       |
| 2009 | Aliante                         | Giangi Magnoni       |
| 2012 | Una buona idea                  | Giorgina Pilozzi     |
| 2013 | Lontano da me                   | Andrea Cocchi        |
| 2013 | Indipendente                    | Andrea Cocchi        |
| 2016 | Ha perso la città               | Roberto Biadi        |
| 2017 | Una somma di piccole cose       | Bruno D'Elia         |
| 2017 | Il giardiniere '17              | Giacomo Citro        |
| 2017 | Diventi Inventi                 | Valentina Pozzi      |
| 2017 | Il primo della lista            | Roberto Biadi        |
| 2019 | Io sono l'altro                 | Valentina Pozzi      |
| 2019 | Scotta                          | Giacomo Citro        |
| 2022 | Andare oltre                    | Valentina Pozzi      |
| 2022 | Al di fuori dell'amore          | Giacomo Citro        |

#### Partecipazioni in video di altri artisti
| Anno | Titolo                                     | Artista                                          | Regista/i                                      |
| ---- | ------------------------------------------ | ------------------------------------------------ | ---------------------------------------------- |
| 1997 | Vento d'estate                             | Max Gazzè feat. Niccolò Fabi                     | Alex Infascelli                                |
| 2009 | Domani                                     | Artisti Uniti per l'Abruzzo                      | Ambrogio Lo Giudice                            |
| 2015 | Farsi male                                 | Zibba e Almalibre feat. Niccolò Fabi             | Tomas "Uolli" Marcuzzi                         |
| 2016 | Una città per cantare                      | Ron & Artisti Insieme per la Lotta Contro la SLA | Marco Donazzan, Luca Donazzan                  |
| 2020 | Conoscersi in una situazione di difficoltà | Giovanni Truppi feat. Niccolò Fabi               | Marco Pellegrino                               |
| 2021 | Fantastico                                 | Bianco feat. Niccolò Fabi                        | Gabriele Ottino, Paolo Bertino, Sharon Ritossa |